# Bianca Buitendag
Bianca Buitendag est une surfeuse professionnelle sud-africaine née le 9 novembre 1993 à Johannesbourg, en Afrique du Sud.

## Biographie
Bianca Buitendag participe pour la première fois au circuit Qualifying Series en 2012 à l'âge de 18 ans. Elle se classe 2e derrière l'Américaine Sage Erickson et se qualifie pour le Championship Tour de 2013. Elle termine 8e au classement général au cours de sa première saison dans l'élite puis 7e en 2014.
Elle est l'un des deux surfeurs africains participant aux Jeux olympiques d'été de 2020, avec le Marocain Ramzi Boukhiam.

## Palmarès et résultats

### Saison par saison
- 2012 :
  - 3e du Cabreiroa Pantin Classic Pro à La Corogne (Espagne)
  - 1re du SATA Airlines Azores Pro à São Miguel (Açores)
- 2013 :
  - 3e du Hunter Ports Womens Classic à Newcastle (Australie)
  - 3e du Colgate Plax Girls Rio Pro à Rio de Janeiro (Brésil)
- 2014 :
  - 3e du Hunter Ports Womens Classic à Newcastle (Australie)
  - 2e du Roxy Pro Gold Coast à Gold Coast (Australie)
  - 3e du Target Maui Pro à Maui (Hawaï)
- 2015 :
  - 2e du Oi Rio Women's Pro à Rio de Janeiro (Brésil)
  - 2e du Fiji Women's Pro à Tavarua (Fidji)[5]
  - 3e du Women's Vans US Open of Surfing à Huntington Beach (États-Unis)[6]
  - 2e du Swatch Women's Pro à Trestles (États-Unis)[7]

### Résultats en WCT
| Année             | 2011 | 2012 | 2013 | 2014 |
| ----------------- | ---- | ---- | ---- | ---- |
| Championship Tour |      |      | 8e   | 7e   |
| Qualifying Series | 29e  | 2e   | 10e  | 22e  |